# Phaleria glabra
Phaleria glabra är en tibastväxtart som först beskrevs av William Bertram Turrill, och fick sitt nu gällande namn av Domke. Phaleria glabra ingår i släktet Phaleria och familjen tibastväxter. Inga underarter finns listade i Catalogue of Life.